# David Rosenthal (musicien)
 (mars 2017).
Si vous disposez d'ouvrages ou d'articles de référence ou si vous connaissez des sites web de qualité traitant du thème abordé ici, merci de compléter l'article en donnant les références utiles à sa vérifiabilité et en les liant à la section « Notes et références ».
Pour les articles homonymes, voir David Rosenthal.
David Rosenthal, né le 1er janvier 1961 à Manhattan, est un claviériste américain, producteur de musique et parolier connu pour sa collaboration avec Billy Joel.
Il a été nommé pour trois Grammy Awards et, en plus de Billy Joel, il a participé à des tournées et des enregistrements d'albums de Bruce Springsteen, Enrique Iglesias, Robert Palmer, Whitesnake, Steve Vai, Rainbow, Cyndi Lauper, Yngwie Malmsteen et Little Steven.
Rosenthal a coécrit la chanson Let Me Take You Down de Stacy Lattisaw ainsi que les chansons Can't Let You Go et Fire Dance pour l'album  Bent Out of Shape de 1983 de Rainbow. Il est aussi crédité de la coécriture de la chanson Miss Mistreated de l'album Straight Between the Eyes de Rainbow de 1982.